# Apios
Apios és un gènere de planta de flors amb 18 espècies pertanyent a la família Fabaceae.

## Espècies seleccionades
- Apios americana Medik.
- Apios priceana B. L. Rob.
- Apios fortunei Maxim.
- Apios carnea (Wall.) Benth. ex Baker
- Apios taiwanianus Hosokawa
- Apios delavayi Franchet
- Apios gracillima Dunn
- Apios marcantha Oliver